# Anamaria Ionescu
Anamaria Ionescu (nume întreg: Anamaria Margareta Ionescu, n. 3 septembrie 1976, București) este prozator și jurnalist român.
Este fiica jurnalistului Mihai Ionescu, realizator al emisiunilor "Acasă la..." (TVR) și "De toate pentru toți" (Radiodifuziunea Română) și autor al volumului de memorialistică jurnalistică "Hoțul de chipuri".
- Licențiată în drept, lucrează începând din 1998 ca reporter și apoi realizator de emisiuni la Radio România[1]. În prezent este redactor al aceleiași instituții, realizând emisiuni pentru Radio România Antena Satelor[2].
- A debutat cu nuvela "Călătorie în familie" în rubrica "Luxul lecturii", realizată de publicistul Dan Mucenic în cotidianul "Atac"(2008).
- A mai publicat în revistele literare "Vatra Veche" și "Fereastra".
- În 2009 s-a numărat printre laureații concursului de literatură  Agatha Grigorescu Bacovia – Mizil, cu nuvela "Confesiune".

## Debut literar
Debutează în 2008 în cadrul rubricii "Luxul lecturii" a revistei Atac cu nuvela "Călătorie în familie" (2008). Anul 2009 aduce primul volum de povestiri, Camera obscură, publicat la editura Nico din Târgu Mureș. În 2013, Anamaria Ionescu publică un nou volum de proză scurtă, Pe cine nu lași să moară..., de data aceasta la editura Tritonic.
Următorul proiect al autoarei îl reprezintă seria Sergiu Manta, din care, până acum, au apărut două volume: Nume de cod: Arkon (2014) și Zodiac (2016).

## Cărți publicate

### Seria Sergiu Manta
- Nume de cod: Arkon (2014)
- Zodiac (2016)

### Volume de povestiri
- Camera obscură (2009) – reeditat în 2015
- Pe cine nu lași să moară... (2013)

I s-a publicat povestirea „Satul părăsit” în Sub apa dragonului strâmb (Colecția SFFH, Tritonic, 2019).